# Прінс Таго
Прінс Таго́ (англ. Prince Tagoe; нар. 9 листопада 1986, Аккра, Гана) — колишній ганський футболіст. Виступав на позиції нападника.

## Досягнення
«Гартс оф Оук»
- Чемпіон Гани: 2004
- Володар Кубка конфедерації КАФ: 2004

«Партизан»
- Чемпіон Сербії: 2010—2011
- Володар кубка Сербії: 2010—2011